# Природонаучен музей (Монтевидео)
Националният музей по естествена история или накратко Природонаучен музей на Уругвай (на испански: Museo Nacional de Historia Natural de Uruguay, съкр.MNHN) е музей по естествана история в Монтевидео, Уругвай, разположен на ул. „25 май“ № 582.
Музеят е културна институция на подчинение на Националната дирекция за иновации, наука и технологии на Министерството на образованието и културата на Уругвай. Той събира, поддържа и представя биологични, палеонтологични и геоложки колекции, както и извършва проучвания и изследвания в областта на естествената история.

## Мисия и цели
Природонаучният музей изпълнява държавната политика на Уругвай в областта на образованието и научните изследвания на биологичното разнообразие, природните ресурси, изменението на климата и устойчивото развитие на екосистемите, както и способства за представянето и запазването на богатото биологично и природно наследство на страната. Основите цели на музея са научните изследвания, развитието и насърчаването на науката, представяне и популяризиране на богатите флора и фауна на Уругвай.

## История
Националният музей по естествена история на Уругвай е създаден с постановление на правителството от 4 септември 1837 г., с което се назначава комисия, която да организира библиотека и музей по естествена история. След първата научна експедиция през декември 1937 г. за набиране на фосили и образци за колекция, музеят отваря врати за първи път на 18 юли 1838 г. като представя образци от местната фауна, флора, геология, палеонтология и археология. Оттогава насам колекциите му непрекъснато се обогатяват.
Ботаническата колекция на музея включва хербарий с около 80000 растения, предимно от Уругвай. Палеонтологичната колекция включва гръбначни фосили от мезозоя и неозоя. Началото на тази колекция е поставено с фосили от частната колекция на Larrañaga и такива събрани от Vilardebó и Bernardo P. Berro през 1837 година. Зоологическата колекция на музея е богата и включва образци от типичните за страната и континента паякообразни, риби, мекотели, земноводни, птици, бозайници, влечуги и др.
От 1894 г. музеят публикува собствено периодично издание "Anales del Museo", в което са публикувани стотици научни изследвания във всички области на естествените науки.
От 1879 до 1999 г. музеят се помещава в западното крило на сградата на Teatro Solís в Монтевидео, а през 2000 г. се премества в сградата на ул.25 май № 582. През 2001 г. Националния музей по естествена история и Националния музей по антропология (1981), са обединени в Национален музей по естествена история и антропология. През юли 2009 г. двете институции отново се разделят и стават независими музеи.